# Hugo Simpson
Hugo Simpson er en fiktiv figur fra tv-serien The Simpsons. Han dukker op i et enkelt Halloween-afsnit. Hugo Simpson er Bart Simpsons siamesiske tvilling. Han er i mange år blevet gemt væk på loftet i familien Simpsons hjem.
Bart har i mange år været uvidende om Hugos eksistens, men i et afsnit opdager han sandheden. I det afsnit han er med i, får man at vide, at det i virkeligheden var Bart der var den onde tvilling.